# 巴拉巴克岛
巴拉巴克島（Balabac Island），位於菲律賓巴拉望省（Palawan）西南部、馬來西亞東北部的島嶼。
全島最高點海拔576公尺（1,890呎），由北至南長約31公里，寬約17公里。西北岸有沼澤，西部岸外有珊瑚礁，主要出產椰果、珍稀貝殼。巴拉巴克鎮島上為最大集村。居民多為摩洛人（Moro），主要信奉伊斯蘭教。人口約15,044人（1980年）。